# Louis Ordonneau
Louis Ordonneau (* 23. Juli 1770 in Saint-Maurice; † 29. September 1855 in Autouillet) war ein französischer Général de brigade der Infanterie. 

## Leben und Wirken
Ordonneau stammte aus einfachen Verhältnissen, seine Vorfahren waren Bauern aus der Region Poitou-Charente. Er selbst arbeitete als Verkäufer. Begeistert von den Idealen der Revolution, meldete er sich am 14. Juli 1789 (→Sturm auf die Bastille) in Bordeaux zur Garde nationale. Bedingt durch die Umstrukturierung der Garde vom Marquis de La Fayette wurde Ordonneau am 6. September 1791 entlassen. 
Er ging nach Paris und nach mehreren Arbeitsstellen trat Ordonneau am 5. September 1792 als Grenadier in die Armee ein. Er konnte sich schon bald in den Koalitionskriegen durch Tapferkeit auszeichnen und wurden am 11. November 1793 zum Sergent-major befördert. Seine Karriere führte ihn dann vom Sous-lieutenant (7. Februar 1793), über Lieutenant (13. Oktober 1793) zum Aide-de-camp von General Guillaume Philibert Duhesme (21. Dezember 1794). 
Zwischen 1808 und 1813 kämpfte Ordonneau in den Napoleonischen Kriegen auf der Iberischen Halbinsel. 
Am 28. Juni 1813 wurde Ordonneau zum Général de brigade befördert. Anfang 1814 konnte er mit seinen Truppen nach Frankreich zurückkehren und wurde in den Stab von General Claude-Marie Meunier versetzt. 
Nach der Schlacht bei Paris (30. März 1814) und der Abdankung Napoleons (→Abdikation) berief man mit Wirkung vom 31. August 1815 Ordonneau zum Militärgouverneur der Île de Ré und blieb auch während Napoleons Herrschaft der Hundert Tage in Amt und Würden. Am 29. Oktober 1817 gab er diesen Posten auf und wurde zur Disposition gestellt. 
Schon bald aber übernahm Ordonneau wieder verschiedene militärische Aufgaben und anlässlich des Feldzugs nach Spanien im April 1823 kehrte er wieder in den aktiven Dienst zurück. Er kämpfte unter dem Oberbefehl von Louis-Antoine d’Artois, duc d’Angoulême. Als nach der Schlacht von Trocadero (31. August 1823) das Trienio Liberal zu Ende ging und König Ferdinand VII. wieder auf den Thron zurück konnte, kehrte Ordonneau nach Frankreich zurück. 
1829 wurde Ordonneau in den vorläufigen Ruhestand versetzt. König Karl X wie auch sein Nachfolger, König Louis-Philippe I. hätten ihn gerne auf der politischen Bühne gesehen, doch er stand für keinerlei Amt zur Verfügung. 
1835 wurde Ordonneau offiziell in den Ruhestand entlassen. Er ließ sich in Autouillet nieder und starb dort am 29. September 1855.

## Ehrungen
- 18. Juni 1802 Ehrensäbel (von Napoleon Bonaparte persönlich überreicht)
- Juni 1803 Chevalier der Ehrenlegion
- Juni 1804 Officier der Ehrenlegion
- 29. Juli 1814 Chevalier des Ordre royal et militaire de Saint-Louis
- Januar 1815 Baron de l’Émpire
- 14. Februar 1816 Commandeur der Ehrenlegion
- 1. Mai 1821 Grand Officier der Ehrenlegion
- 22. November 1823 Ferdinandsorden
- 29. Oktober 1826 Commandeur des Ordre royal et militaire de Saint-Louis
- Sein Name findet sich am westlichen Pfeiler (37. Spalte) des Triumphbogens am Place Charles-de-Gaulle (Paris)